# Weinstein Pál
Weinstein Pál (Sátoraljaújhely, 1906. szeptember 5. – Budapest, 1979. április 12.) magyar orvos, szemész, az orvostudományok doktora (1960), az MTA tagja.

## Élete
Weinstein Tóbiás nyomdászsegéd és Braun Rozália fia. Oklevelét 1930-ban a Budapesti Tudományegyetemen szerezte. A Mária utcai Szemklinikán helyezkedett el. 1939-ben a Szabolcs utcai kórház szemészeti osztályának vezető főorvosaként dolgozott. 1940-ben zsidó származása miatt munkatábori behívott kapott, ami alól a Zsidókórház vezetője mentesíttette nélkülözhetetlen volta miatt. Két évvel később már nem kapott mentességet és munkaszolgálatosként bevonultatták Szentkirályszabadjára. Heveny keringési elégtelensége miatt a veszprémi kórházba vitték, ahonnan felgyógyulása után a székesfehérvári katonai kórházba került. Rövid ott-tartózkodás után ismét visszaküldték Szentkirályszabadjára. Rossz egészségi állapota miatt 1942-ben Nagykátán leszerelték és Pestre utazhatott. 1944. május 1-jén harmadszor is behívót kapott mint munkaszolgálatos orvos. Ekkor egy Ózd melletti bányavárosban, Hangonyban volt a bevonulási központ, ahonnan a Máramaros megyei Leordina volt utazásának célpontja. 1945 januárjában egy szovjet teherautóval tért vissza Budapestre és segített a Wesselényi utcai gettó szükségkórházában. A háború után belépett a Magyar Kommunista Pártba. Az 1940-es évek második felében három hónap tanulmányútra ment, amelyből egy hónapot Brazíliában, a többit az Egyesült Államokban töltötte. 1946-ban egyetemi magántanári képesítést kapott. 1952-ben elnyerte az orvostudományok kandidátusa címet, 1960-ban pedig a doktori fokozatot. A Magyar Szemorvosok Társaságának elnöke, az Angol Szemorvos Társaság rendes, a Francia Szemorvos Társaság választott, és a Mexikói Szemorvos Társaság tiszteletbeli tagja volt.
Házastársa Kardos Ilona (1909–1962) volt, Kardos Dávid és Grün Irma lánya, akit 1936. június 21-én Szerencsen vett nőül.
A Kozma utcai izraelita temetőben helyezték végső nyugalomra (5B-7-3).

## Főbb művei
- A glaukoma kór- és gyógytana (Budapest, 1943; angolul is)
- A primaer glaukoma (Budapest, 1961)
- Az érrendszer és a szem (Budapest, 1964)
- Ophtalmologische Differentialdiagnose bei Gehirntumoren (Budapest-Stuttgart, 1972)